# Caupolicán
Caupolicán va ser un toqui, el cap militar dels maputxes de Xile, qui va dirigir el seu exèrcit contra els conquistadors espanyols des de 1553 a 1558.
Després de la campanya de conquesta exitosa de Pedro de Valdivia a Araucanía i el fracàs del toqui Lincoyan per a detenir-los, els maputxes van ser convençuts per Colo Colo per a elegir un nou líder suprem de guerra en resposta a l'amenaça espanyola.
Caupolicán com un ulmen (mapudungun, home ric) de Pilmayquen va guanyar la posició de toqui en demostrar la seva força superior en sostenir el tronc d'un arbre durant tres dies i tres nits. A més de provar el seu poder físic, va haver d'improvisar un discurs poètic per a inspirar valor i unitat en la gent.
Va morir el 1558, en les mans dels colonitzadors espanyols com el seu presoner. Va sofrir l'empalament, essent forçat a asseure's sobre una estaca mentre la seva esposa contemplava la tortura. Després de la seva mort, va ser reemplaçat pel seu fill, Caupolicán el Jove.